# 哈大齐工业走廊
哈大齐工业走廊，是指哈尔滨市呼兰区利民开发区与松北区相连的一片经济区域。

## 概述
哈大齐工业走廊由黑龙江省的省会哈尔滨市经大庆市到齐齐哈尔市，这三个城市形成一条直线，从哈尔滨到大庆，从大庆到齐齐哈尔，各100余千米，因此辟建于高速公路两侧的是一条约长200千米的工业走廊。除哈大齐三市外，还包括沿途的肇东和安达两个县级市。“龙头”是哈尔滨市松北区。哈尔滨突出高新技术，大庆以石油、天然气和化工产业为主，齐齐哈尔以装备制造为主，而肇东和安达则以农业副产品加工、轻工业等为主。
2008年，利民开发区被黑龙江省政府确定为全省唯一的“哈大齐工业走廊”核心示范区，国家级生物产业基地依托哈尔滨兽医研究所和哈药集团，位于该开发区內。